# 奥野田村
奥野田村（おくのだむら）は山梨県東山梨郡にあった村。現在の甲州市南西部、中央本線勝沼ぶどう郷駅 - 塩山駅間の東西に細長い区域にあたる。

## 地理
- 山：宮宕山
- 河川：日川

## 歴史
- 1875年（明治8年）2月 - 山梨郡牛奥村・西野原村・熊野村・西広門田（かわだ）村が合併して奥野田村となる。
- 1878年（明治11年）7月22日 - 郡区町村編制法の施行により、奥野田村が東山梨郡の所属となる。
- 1889年（明治22年）7月1日 - 町村制の施行により、奥野田村が単独で自治体を形成。
- 1954年（昭和29年）3月1日 - 塩山町に編入。同日奥野田村廃止。

## 交通

### 鉄道路線
村域を日本国有鉄道中央本線が通過したが、駅は所在しなかった。
ただ、開通時には、雨宮敬次郎が特別に駅をつくり、宴会を催したと伝えられる。